# Christiane Fischer
Uta Christiane Reinhild Margarethe Fischer (* 1967 in Emden) ist eine deutsche Ärztin. Von 2012 bis 2020 war sie Mitglied des Deutschen Ethikrates.

## Leben
Christiane Fischer studierte von 1986 bis 1994 Humanmedizin sowie Evangelische Theologie an der Universität des Saarlandes in Saarbrücken und an der Ruprecht-Karls-Universität in Heidelberg und schloss das Studium mit dem 3. Staatsexamen für Medizin 1994 ab. 1987 belegte sie zudem eine Zusatzausbildung im Fach Gesundheitspädagogik in Bad Wörishofen. Von 1994 bis 1996 arbeitete sie als Arzt im Praktikum und erlangte damit ihre Approbation als Ärztin.
Ab 1996 arbeitete sie an ihrer Promotion am Institute of Public Health der Universität Heidelberg zum Thema Über die Effektivität der Dorfgesundheitsarbeiterinnen innerhalb der Nichtregierungsorganisation ACCORD/AMS in Südindien und verbrachte 1996 einige Zeit in Indien für Feldstudien. Parallel war sie von 1996 bis 1998 Assistenzärztin in einer Praxis für Allgemeinmedizin. Von 1998 bis 2013 war sie Geschäftsführerin der BUKO Pharma-Kampagne, Bielefeld, und absolvierte von 2005 bis 2010 ein Postgraduiertenstudium an der London School of Hygiene & Tropical Medicine der University of London, das sie mit Master of Science abschloss. Von 2013 bis 2020 war Christiane Fischer Geschäftsführerin des Vereins MEZIS e.V. – Mein Essen zahl ich selbst/Initiative unbestechlicher Ärztinnen und Ärzte in Hamm, bei dem sie seit 2007 Mitglied ist und Vorstandsmitglied war. Sie ist zudem Mitglied im Aktionsbündnis gegen AIDS und der Health Action International. 2012 wurde sie durch den Präsidenten des Deutschen Bundestages Norbert Lammert in den Deutschen Ethikrat berufen, hier war sie Mitglied bis April 2020.

## Veröffentlichungen
- Über die Effektivität der Dorfgesundheitsarbeiterinnen innerhalb der Nichtregierungsorganisation ACCORD in Tamil Nadu/Südindien. Medizin in Entwicklungsländern, Band 44 (Hrsg. H.–J. Diesfeld). Peter Lang Verlag, 1998
- Evaluierung des integrativen Hirnleistungstrainings (IHT®) der Heiliggeistspitalstiftung Freiburg i. B., WissIOMed GmbH, 2001
- Tuberculosis: a global threat, BUKO Pharma-Kampagne, 2007
- Gerechtigkeit in der Gesundheit? Friedrich Ebert Stiftung, 2012
- At any Price? Boehringer Ingelheim, Bayer HealthCare and Baxter in India, Social Science Press, 2013
- So wird man hundert – das Vitalitätskonzept, Kreuz Verlag, 2013
- Corruption in healthcare – a problem in Germany too, Indian Journal of Medical Ethics, 2014
- Wes Brot ich ess’. Zum alltäglichen Lobbyismus in der ärztlichen Praxis, Zeitschrift für eine soziale Medizin, 2016
- MEZIS und die No Free Lunch Bewegungen in: Interessenkonflikte, Korruption und Compliance im Gesundheitswesen, Medizinisch Wissenschaftliche Verlagsgesellschaft, Berlin, 2018
- Continuing Medical Education (CME). Ärztliche Fortbildungen im globalen Vergleich, MEZIS Nachrichten 1/19, 2019

## Belege
1. ↑  www.medhochzwei-verlag.de.
2. 1 2  , Profil beim Deutschen Ethikrat; Abgerufen am 27. April 2021

| Personendaten    | Personendaten                                                    |
| ---------------- | ---------------------------------------------------------------- |
| NAME             | Fischer, Christiane                                              |
| ALTERNATIVNAMEN  | Fischer, Uta Christiane Reinhild Margarethe (vollständiger Name) |
| KURZBESCHREIBUNG | deutsche Ärztin, Mitglied des Deutschen Ethikrates (seit 2012)   |
| GEBURTSDATUM     | 1967                                                             |
| GEBURTSORT       | Emden                                                            |